# Международная мотоциклетная федерация
Международная мотоциклетная федерация (фр. Fédération Internationale de Motocyclisme, сокращенно FIM, ФИМ) — некоммерческая организация, отвечающая за организацию мотоциклетных соревнований. Основана 21 декабря 1904 года в Париже, до 1949 года называлась Международная федерация мотоциклетных клубов (Fédération internationale des clubs motocyclistes, FICM).
ФИМ состоит из 107 (к 2012 г.) национальных мотоциклетных федераций, разделенных на шесть региональных групп. Федерация проводит 34 международных чемпионата. Президент ФИМ — Хорхе Вьегас. Штаб-квартира расположена в Швейцарии.
FIM также участвует в неспортивных мероприятиях — таких как туризм, досуг, общественные дела, или в мероприятиях, связанных со спортом.

## История

### Возникновение ФИКМ
25 сентября 1904 года Автомобильный Клуб Франции организовал Интернациональный Кубок в Дурдане, в котором приняли участие Австрия, Дания, Франция, Германия и Великобритания. Гонку выиграла Франция, но возникли споры вокруг условий проведения гонки. В результате представители спортивных властей из пяти стран объединились и выдвинули идею создания Международной федерации мотоциклетных клубов (ФИКМ).
Однако, как оказалось, эта идея была несколько преждевременной. В июле 1906 года, по случаю проведения Интернационального Кубка в Богемии, делегаты стран-участниц — Австрии, Франции, Германии и Великобритании — единогласно решили распустить ФИКМ. Из процедурных соображений Федерация не была распущена, а просто прекратила свою деятельность. С 1907 году единственным членом Федерации оставалась только Клуб Великобритании (ACU).

### Возобновление работы и переименование
В 1912 году ACU выступил с инициативой созыва съезда, который состоялся в выставочном центре Олимпия в Лондоне 28 ноября. Присутствовали делегаты из Бельгии, Дании, Франции, Великобритании, Италии, Нидерландов и Соединенных Штатов. ФИКМ была восстановлена для того, чтобы контролировать и развивать спортивные и туристические аспекты мотодвижения и помочь мотоциклистам в этих областях. Две недели спустя, в Париже прошел Конгресс, в котором наряду с уже упомянутыми странами приняли участие Германия, Австрия и Швейцария. Эти десять страны считаются официальными учредителями ФИКМ. В 1913 году под эгидой ФИКМ состоялось первое международное соревнование — International Six Days Reliability Trial.
Число национальных объединений, входящих в ФИКМ, возросло с десяти в 1912 году до тридцати накануне Второй Мировой Войны. В 1936 году на стадионе Уэмбли был проведен первый финал чемпионата мира по спидвею, первый официальный мировой чемпионат. Первым чемпионом мира стал австралийский гонщик Лайонел ван Прааг (Lionel van Praag).
В 1937 году между ФИКМ и AIACR (Международная ассоциация признанных автомобильных клубов, предшественница FIA — Международной Автомобильной Ассоциации) было заключено соглашение, определяющее их отношения и тесное сотрудничество.
После войны ФИКМ восстановила свою деятельность в 1946 году. В 1947 году в Нидерландах, было проведено первое событие, называемое «cross-country», с участием гонщиков из Великобритании, Бельгии и Голландии. Это был первый
Мотокросс Наций. В 1949 году, ФИКМ была переименована в Fédération Internationale Motocycliste (FIM). В том же году стартовала одна из престижнейших теперь гонок — Чемпионат мира по шоссейно-кольцевым мотогонкам.

### Деятельность с 1951 по 1998 гг.
В 1951 году ФИМ была признана Союзом Международных Ассоциаций в качестве неправительственной международной организации. С 1959 года ФИМ стала членом Федерации полуофициальных и частных международных учреждений (Federation of Semi-Official and Private International Institutions, FIIG), базирующейся в Женеве.
В 1950-е годы стали развиваться индивидуальные чемпионаты по мотокроссу, сначала для 500-кубовых мотоциклов, затем для 250-кубовых. Оба вида этих чемпионатов в конечном счете выросли в Чемпионаты Мира в 1957 (Motocross des Nations) и в 1962 (Trophée des Nations) годах.
В 1958 году г-н Томас Винн Лафборо, президент федерации с момента восстановления ФИМ в 1912 году, вышел в отставку. В январе 1959 года штаб-квартира ФИМ была переведена из Англии, где FIM была расположена с момента её повторного основания в 1912 году, — в Швейцарию, в Женеву, по соображениям экономической и политической стабильности.
1960-е годы стали поворотом в развитии триала, сначала в качестве кубка (Trophy), затем Чемпионата Европы и наконец, Чемпионата Мира в 1975 году. Соревнования эндуро начались как Индивидуальный Европейский двухдневный чемпионат (Individual European Two Days Championship) в 1968 году и доросли до Чемпионата Мира в 1990 году. Индивидуальный Чемпионат Мира по гонкам на льду был учрежден в 1966 году, а Чемпионат Мира на длинном треке в 1971.
В 1967 году ФИМ стала учредителем Генеральной Ассоциации Международных Спортивных Федераций (GAISF). В 1984 году ФИМ стала членом Международного совета спортивной науки и физического образования (ICSSPE). В 1994 году — членом Европейского совета по безопасности транспорта (ETSC).

### Переименование и дальнейшая деятельность
В январе 1998 года ФИМ был присвоен на временной основе статус признанной Федерации Международного Олимпийского Комитета (МОК). В мае 1998 года ФИМ стала членом Ассоциации МОК Признанных международных спортивных федераций (ARISF). В 1998 году она была переименована в Fédération Internationale de Motocyclisme. Новый устав Федерации был одобрен на конгрессе в Кейптауне.
В сентябре 2000 года во время Олимпийских Игр в Сиднее ФИМ получила официальный статус признанной федерации МОК.
В 2001 году ФИМ стала признанным членом Всемирной туристской организации (ВТО).
В 2004 году на Конгрессе в Париже состоялось празднование столетия ФИМ.
ФИМ также подписала меморандум о сотрудничестве с Программой Организации Объединенных Наций в 2006, 2008 и 2012 годах.
План развития ФИМ разрабатывался с 2007 года под председательством Вито Ипполито, что привело к важным изменения в структуре федерации. Новые уставы были приняты Генеральной Ассамблеей в Макао (октябрь 2010 года).

## Структура ФИМ
Совет директоров:
- Президент
- Заместитель президента
- Вице-президент
- Четыре члена совета
- Шесть президентов континентальных союзов (Европа, Северная Америка, Латинская Америка, Африка, Азия, Океания)

Исполнительный совет состоит из президента, заместителя президента, вице-президента и президента, представляющего Континентальные союзы.
Генеральный директор является членом Совета директоров и Исполнительного совета без права голоса.
Совет директоров собирается четыре раза в год.
Президент, заместитель президента и вице-президент, а также члены Совета избираются Генеральной Ассамблеей.
Комиссии:
- по шоссейным гонкам
- по мотокроссу
- по мототриалу
- по эндуро
- по кросс-кантри
- по трековым гонкам
- техническая
- по женскому мотоспорту
- по досугу в мотоспорте
- по связям с общественностью
- по окружающей среде
- медицинская
- судебная

Комиссии, в том числе техническая, медицинская и судебная, собираются дважды в год. Комиссии находятся под председательством директора. В Комитет каждой комиссии входят директор, координатор (без права голоса) и члены Комитета. Другие члены комиссии являются должностными лицами или экспертами стран-участников.

### Президенты
- Питер Нортье — до 1965

Николас Родиль де Валье — в 1965—1983 годах.

## Виды соревнований
ФИМ организует и проводит соревнования в следующих дисциплинах:
- Кольцевые гонки, Шоссейные гонки[англ.]
- Мотокроссовые гонки
- Триал
- Эндуро
- Кросс-кантри
- Трековые гонки

С 1977 по 1990 годы федерация проводила соревнования в Формуле ТТ.

## Соревнования ФИМ, проходившие в России
- Чемпионат мира по мотокроссу в классе MX1 — трасса «Яхрома», Московская область, 2002 г.[2]
- Гран-при России по мотокроссу в классах MX1/MX2 — трасса «Семигорье», Ивановская область, 2012 г.[2]
- Чемпионат мира по снегоходному кроссу — трасса «Семигорье», Ивановская область, 2012 г.[2]
- FIM World Superbike (SBK) — трасса «Moscow Raceway», Московская область, 2012 г.[3]
- FIM Junior Motocross Championchip - трасса ВДЦ "Орленок", п.Новомихайловский, Краснодарский край, 2016